# Ральф, Шей
Шей Сидни Ральф (англ. Shea Sydney Ralph; родилась 12 марта 1978 года в Роли, штат Северная Каролина, США) — американская баскетболистка и тренер, играла за команду Национальной ассоциации студенческого спорта (NCAA) «Коннектикут Хаскис». В 2000 году стала чемпионкой NCAA в составе «Коннектикут Хаскис», в котором была признана самым выдающимся игроком этого баскетбольного турнира. Она была выбрана на драфте ВНБА 2001 года в третьем раунде под общим сороковым номером клубом «Юта Старз», однако не провела в женской НБА ни одной игры. После окончания университета вошла в тренерский штаб команды NCAA «Питтсбург Пантерс». В настоящее время работает ассистентом Джино Ориммы в родной студенческой команде «Коннектикут Хаскис».

## Ранние годы
Шей Ральф родилась 12 марта 1978 года в городе Роли (штат Северная Каролина), а училась в средней школе имени Терри Сэнфорда в городе Фейетвилл (штат Северная Каролина), в которой она выступала за местную баскетбольную команду.